# Spalt
Spalt é um município da Alemanha, situado no distrito de Roth, no estado da Baviera. Tem 96,25 km² de área, e sua população em 2019 foi estimada em 5.047 habitantes.